# Božidar Širola
Božidar Širola (ur. 20 grudnia 1889 w Žakanju, zm. 10 kwietnia 1956 w Zagrzebiu) – chorwacki kompozytor.

## Życiorys
Studiował matematykę i fizykę na uniwersytecie w Zagrzebiu, pobierał też lekcje muzyki u Ivana Zajca. Odbył także studia muzykologiczne u Roberta Lacha na Uniwersytecie Wiedeńskim, w 1921 roku zdobywając tytuł doktora na podstawie rozprawy Das istriche Volkslied. W 1922 roku został wybrany na członka Chorwackiej Akademii Nauki i Sztuki. Pracował jako nauczyciel matematyki i fizyki w szkołach średnich, jednocześnie zajmując się także krytyką muzyczną i badaniami etnomuzykologicznymi. Napisał prace na temat chorwackiej muzyki i instrumentów ludowych. Był kustoszem i dyrektorem muzeum etnograficznego w Zagrzebiu. W latach 1935–1941 był dyrektorem zagrzebskiego liceum muzycznego.

## Prace
(na podstawie materiałów źródłowych)
- Pregled povijesti hrvatské muzike (Zagrzeb 1922)
- Fućkalice: Sviraljke od kore svježeg drveta (Zagrzeb 1932)
- Sopile i zurle (Zagrzeb 1932)
- Sviraljke s udarnim jezičkom (Zagrzeb 1937)
- Hrvatska narodna glazba (Zagrzeb 1940)
- Hrvatska umjetnička glazba. Odabrana poglavija iz povijesti hrvatske glazbe (Zagrzeb 1940)

## Wybrane kompozycje
(na podstawie materiałów źródłowych)

### Utwory orkiestrowe
- Novela od Sranac (1912)
- Svećana uvertira (1920)
- Concerto al camera na 2 flety i orkiestrę kameralną (1927)
- Koncertna uvertira (1927)
- Sinfonietta G-dur na orkiestrę smyczkową (1938)
- Romanca na skrzypce i orkiestrę (1939)
- Scherzo i ricercar na skrzypce i orkiestrę smyczkową (1939)
- Symfonia e-moll (1945)
- Sinfonietta concertante na fortepian i orkiestrę (1951)
- Koncert skrzypcowy (1953)

### Utwory kameralne
- 13 kwartetów smyczkowych (I 1920, II 1933, III 1946, IV 1946, V 1951, VI 1951, VII 1951, VIII 1952, IX 1953, X 1955, XI 1955, XII 1955, XIII 1955)
- 2 tria fortepianowe (I 1934, II 1937, III 1939)
- 2 sonaty na skrzypce i fortepian (I 1952, II 1955)
- Suita na skrzypce i klawesyn lub fortepian (1940)
- Sonata wiolonczelowa (1952)
- Rondo na trąbkę i fortepian (1954)

### Utwory fortepianowe
- Inwencje (1939)

### Pieśni na głos i fortepian
- Mrazove sestrice (1914)
- Popevke (1919)
- V suncu i senci (1928)
- V zimi i snegu (1936)

### Utwory wokalno-instrumentalne
- oratorium Život Abrahamova (1924)
- oratorium Život i spomen slavnih učitelja sv. braće Cirila i Metoda, apostola slavenskih (1927)
- oratorium Muka i smrt Kristuševa (1928)
- kantata Legenda o djetesču Isusu (1929)
- oratorium Seljak (1931)

### Opery
- Stanac (wyst. Zagrzeb 1915)
- Citara i bubanj ili nobični svatovi (wyst. Zagrzeb 1930)
- Grabancijaš (wyst. Zagrzeb 1936)

### Balety
- Sjene (1917)
- Idilički intermezzo (1929)